# Jennifer Decker
Pour les articles homonymes, voir Decker.
Jennifer Decker, née le 28 décembre 1982 à Paris 16e, est une actrice française et comédienne sociétaire de la Comédie-Française depuis 2023.

## Biographie
Elle débute au théâtre vers 18 ans et s'y fait remarquer par Pierre Notte qui lui propose alors de jouer dans Juliette et Roméo, mis en scène par Irina Brook, une variation de la célèbre pièce de Shakespeare, Roméo et Juliette. En tout, ils jouent une centaine de représentations dans la capitale. C'est là qu'elle rencontre Elizabeth Simpson qui devient son agent. 
Elle enchaîne plusieurs téléfilms tels que Jeune homme et les Amants du Flore. Sa première grande expérience sera un rôle dans Flyboys, film américain réalisé par Tony Bill avec, entre autres, James Franco, Martin Henderson et Jean Reno. Plus tard, elle est retenue lors du casting de Hellphone, film réalisé par James Huth, dans lequel elle incarne le personnage d'Angie aux côtés de Jean-Baptiste Maunier ou encore Anais Demoustier.
Par la suite, dans le film de Michel Munz et Gérard Bitton Erreur de la banque en votre faveur, elle est Harmony, la jeune amoureuse de Jean-Pierre Darroussin.
En 2009, elle part six mois en Allemagne  tourner dans le drame musical Lulu und Jimi, un film écrit & réalisé par Oskar Roehler, inédit en France. Elle joue ensuite dans Les couteaux dans le dos, les ailes dans la gueule, de Pierre Notte au Théâtre Les Déchargeurs, avec notamment Marie Notte puis joue seule sur scène dans Novembre, déjà, une pièce écrite et mise en scène par Manon Heugel. À la même époque, Jennifer tourne un téléfilm pour France 2, Les Amants Naufragés, réalisé par Jean-Christophe Delpias aux côtés de Robinson Stevenin et Simon Abkarian. Elle reprend une formation théâtrale à L'École du jeu à Paris à la rentrée 2010.
Le 1er septembre 2011, elle entre à la Comédie-Française comme pensionnaire. Elle en devient sociétaire le 1er janvier 2023.

## Filmographie

### Cinéma
- 2003 : Trop plein d'amour : Noémie
- 2003 : Jeux de haute société : Madame Blanche
- 2006 : Jeune Homme de Christoph Schaub : Elodie Dumoulin
- 2006 : Flyboys de Tony Bill : Lucienne
- 2007 : Hellphone de James Huth : Angie
- 2009 : Erreur de la banque en votre faveur de Gérard Bitton et Michel Munz : Harmony, l'amoureuse d'Étienne
- 2009 : Lulu et Jimi : Lulu
- 2010 : D'amour et d'eau fraiche de Isabelle Czajka : Laura
- 2011 : La guerre est déclarée de Valérie Donzelli : fille à la soirée
- 2015 : L'Hermine de Christian Vincent : l'avocate de la défense
- 2015 : Paris-Willouby de Quentin Reynaud, Arthur Delaire : Angélique
- 2016 : Orpheline d'Arnaud des Pallières : la mère de Kiki
- 2018 : Un beau voyou de Lucas Bernard : Justine
- 2021 : Arthur Rambo de Laurent Cantet : Servane
- 2022 : Sardine (court métrage) de Johanna Caraire
- 2025 : Dis-moi juste que tu m'aimes d'Anne Le Ny : Cassandre

### Télévision
- 2005 : Une femme d'honneur, épisode Les liens du sang : Laëtitia Cervantes
- 2006 : Les Amants du Flore de Ilan Duran Cohen : Marina
- 2006 : Jeanne Poisson, marquise de Pompadour de Robin Davis : La Dauphine
- 2010 : Les Amants Naufragés de Jean-Christophe Delpias : Mathilde
- 2011 : 1, 2, 3, voleurs de Gilles Mimouni : Nathalie
- 2012 : Les Petits Meurtres d'Agatha Christie , épisode (Un meurtre en sommeil) de Éric Woreth
- 2012 : Mange de Julia Ducournau et Virgile Bramly : Laura
- 2012 : Le Cerveau d'Hugo de Sophie Révil : Jeune fille dont Hugo tombe amoureux.
- 2013 : Meurtre en trois actes de Claude Mouriéras : Émilie Lesage
- 2022 : Syndrome E, mini-série de Laure de Butler : Lucie Henebelle
- 2024 : L'École des espions d'Elsa Bennett : Emilie

### Doublage

#### Série télévisée
- 2015 : Dans l'ombre des Tudors : Elizabeth Barton (Aimee-Ffion Edwards) (mini-série)

#### Série d'animation
- 2012 : Black Rock Shooter : Mato Kuroi (OAV)

## Théâtre

### Hors comédie-Française
- 2001 : Juliette et Roméo, mise en scène Irina Brook (2001-2002) - Théâtre national de Chaillot, Tournée en France et à l'étranger, Juliette
- 2004 : La Fille du capitaine
- 2008 : Romain Gary-Louis Jouvet, Théâtre Vidy-Lausanne, Léni
- 2009 : Les Couteaux dans le dos, les ailes dans la gueule de et mise en scène Pierre Notte, Théâtre Les Déchargeurs, Marie

### Comédie-Française
- Entrée à la Comédie-Française le 1er septembre 2011

- 2011 : L'Avare de Molière, mise en scène Catherine Hiegel, Salle Richelieu, Mariane
- 2012 : Le Mariage de Nikolaï Gogol, mise en scène Lilo Baur, Théâtre du Vieux-Colombier, Agafia Agafonovna, fille de marchand, la fiancée
- 2012 : Dom Juan ou le Festin de pierre de Molière, mise en scène Jean-Pierre Vincent, Théâtre Éphémère, Mathurine
- 2013 : Hernani de Victor Hugo, mise en scène Nicolas Lormeau, Théâtre du Vieux-Colombier,  Dona Sol de Silva
- 2013 : Phèdre de Jean Racine, mise en scène Michael Marmarinos, Salle Richelieu, Aricie, princesse du sang royal d'Athènes
- 2013 : Lampedusa Beach de Lina Prosa, mise en scène Christian Benedetti, Studio Théâtre, Shauba
- 2013 : Hamlet de William Shakespeare, mise en scène Dan Jemmett, Salle Richelieu, Ophélie
- 2014 : Dom Juan ou le Festin de pierre de Molière, mise en scène Jean-Pierre Vincent, Salle Richelieu, Mathurine
- 2014 : Un chapeau de paille d'Italie d'Eugène Labiche, mise en scène Giorgio Barberio Corsetti, Salle Richelieu, Virginie
- 2014 : Antigone de Jean Anouilh, mise en scène Marc Paquien, Salle Richelieu, Ismène
- 2014 : La Tête des autres de Marcel Aymé, mise en scène Lilo Baur, Théâtre du Vieux-Colombier, Renée Andrieu et Luisa
- 2015 : La Double inconstance de Marivaux, mise en scène Anne Kessler, Salle Richelieu, Lisette
- 2016 : La Mer d'Edward Bond, mise en scène Alain Françon, Salle Richelieu, Jilly
- 2016 : Les Damnés d'après Luchino Visconti, mise en scène Ivo Van Hove, Festival d'Avignon puis Salle Richelieu
- 2017 : La Règle du jeu de Jean Renoir, mise en scène Christiane Jatahy, Salle Richelieu
- 2017 : Il faut qu'une porte soit ouverte ou fermée de Alfred de Musset, mise en scène Laurent Delvert, Studio théâtre
- 2017 : Une vie de Pascal Rambert, mise en scène de l'auteur, Théâtre du Vieux-Colombier
- 2018 : Phèdre de Sénèque, mise en scène de Louise Vignaud, Studio Théâtre, Phèdre
- 2018 : Les Ondes magnétiques de David Lescot, mise en scène de l'auteur, Vieux Colombier
- 2018 : L'Heureux Stratagème de Marivaux, mise en scène Emmanuel Daumas, Théâtre du Vieux-Colombier
- 2019 : Il faut qu'une porte soit ouverte ou fermée d'Alfred de Musset, mise en scène Laurent Delvert, Studio Théâtre
- 2019 : Le Voyage de G. Mastorna d’après Federico Fellini, mise en scène Marie Rémond, Théâtre du Vieux-Colombier
- 2020 : Angels in America de Tony Kushner, mise en scène Arnaud Desplechin, Salle Richelieu
- 2021 : Les Démons de Fiodor Dostoïevski, mise en scène Guy Cassiers, Salle Richelieu
- 2022 : Dom Juan de Molière, mise en scène Emmanuel Daumas, Théâtre du Vieux-Colombier
- 2022 : Le Misanthrope de Molière, mise en scène Clément Hervieu-Léger, Salle Richelieu
- 2022 : Le Roi Lear de William Shakespeare, mise en scène Thomas Ostermeier, Salle Richelieu
- 2023 : Cyrano de Bergerac d'Edmond Rostand, mise en scène Emmanuel Daumas, Salle Richelieu